# Zdeněk Kalhous
Zdeněk Kalhous, češki pianist, * 10. september 1940.

## Kariera
Kalhous je debitiral na singlu Valérie Čižmárove kot skladatelj prve pesmi »Pojď jen dál«, kot pianist pa se je uveljavil kot član Jazz orkestra narodnega gledališča Praga.
Leta 1977 se je pridružil glasbeni skupini Banjo Band Ivana Mládka član katere je še danes.